# Comunitatea germanofonă din Belgia
Comunitatea germanofonă din Belgia (germană Deutschsprachige Gemeinschaft Belgiens, abreviat DG) este una dintre componentele statului federal Belgia, una dintre cele trei comunități. Comunitatea ocupă marea majoritate a teritoriului cunoscut sub numele de Cantoanele din Est (germană Ost-Kantone, franceză Cantons de l'Est, neerlandeză Oostkantons). Cu o suprafață de 854 km² și o populație de peste 73.000 locuitori, este cea mai mică comunitate belgiană, după cea flamandă și cea valonă. Capitala sa este orașul Eupen.

## Teritoriul comunității
Comunitatea germanofonă își exercită competențele pe teritoriul regiunii lingvistice germane, regiune formată din nouă comune situate în estul regiunii Valonia, în provincia Liège, la frontiera cu Olanda, Germania și Luxemburg. Aceste comune sunt:
| Cele nouă comune germanofone | - Eupen (1) - Kelmis (2) - Lontzen (3) - Raeren (4) - Amel (5) - Büllingen (6) - Burg-Reuland (7) - Bütgenbach (8) - Sankt Vith (9) |

În aceste comune locuitorii francofoni beneficiează din punct de vedere administrativ de o serie de facilități lingvistice. Astfel, toate publicațiile generale ale administrațiilor comunale sunt editate în două limbi și există un număr mare de inscripți bilingve.
Comunele limitrofe din teritoriul comunității franceze sunt obligate să propună o serie de facilități pentru locuitorii germanofoni. Astfel:
- Două comune, Malmedy și Waimes, oferă facilități complete, din punct de vedere administrativ și al educației;
- Trei comune oferă doar facilități în materie de educație pentru locuitorii germanofoni și neerlandofoni: Baelen, Plombières și Welkenraedt. Aceste comune au posibilitatea de a cere schimbarea statutului pentru a oferi și facilități administrative.

## Istoric
Zona cunoscută sub numele de Cantoanele din Est a fost atribuită în 1815 prin Congresul de la Viena Regatului Prusiei în urma dizolvării Imperiului Francez în care fusese anexată la dizolvarea Sfântului Imperiu Roman. În cadrul Regatului Prusiei regiunea a făcut parte din Provincia Rinului. Prin Tratatul de la Versailles zona a fost anexată de către Belgia în 1920 sub formă de reparații de război. Până în 1925 zona a fost sub administrație provizorie. La un referendum, în care votul nu a fost secret, majoritatea covârșitoare a populației s-a declarat pentru alipirea definitivă la Belgia. În 1940 Belgia a fost ocupată de către trupele Germaniei naziste, iar Cantoanele din Est au fost alipite acesteia din urmă, pentru a fi retrocedate Belgiei la sfârșitul celui de-al Doilea Război Mondial. 
În anii 1960 Belgia a trecut printr-un proces de federalizare, în urma căruia a fost format un sistem complex de entități federale. Din punct de vedere teritorial au fost formate 3 regiuni: Flandra, Valonia și Regiunea Capitalei Bruxelles, iar o serie de competențe sociale, culturale, de învățământ etc. au fost acordate unor entități numite „comunități”. Au fost formate trei astfel de comunități, cea germanofonă fiind cea mai mică dintre ele.

## Chestiunile politice

### Competențe
Similar celorlalte comunități din Belgia, comunitatea germanofonă deține competențe în domeniile culturii (inclusiv al sportului), al educației și cercetării, precum și în domenii numite „personalizabile” (sănătate, asistență socială, ajutor adus tinerilor). Constituția Belgiei autorizează comunitatea germanofonă să obțină o serie de alte competențe regionale exercitate de către regiunea Valonia. Astfel aceasta a obținut succesiv competențe asupra:
- monumentelor și siturilor patrimoniu, în 1995;
- politica forței de muncă și săpăturilor arheologice, în 2001;
- comunelor și poliției, asupra gestiunii bisericilor și cimitirelor, în 2005.

Restul competențelor de pe teritoriul regiunii lingvistice germane sunt în responsabilitatea guvernului federal sau a guvernului Regiunii Valonia.

### Parlamentul comunității germanofone

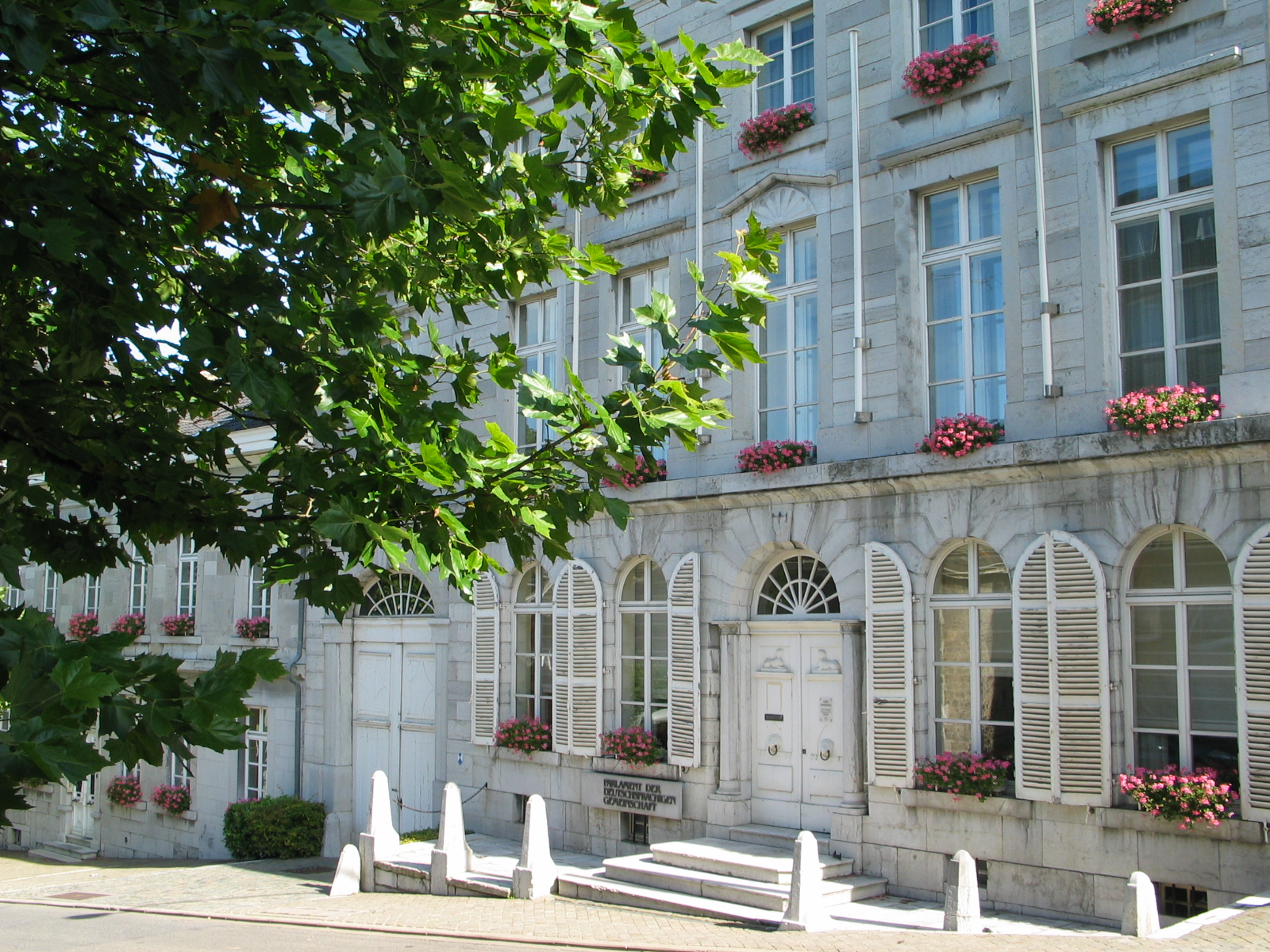
Sediul Parlamentului comunităţii germanofone

Organul legislativ al comunității este un parlament unicameral. Acesta emite acte cu valoare legislativă (denumite „decrete”), votează bugetul comunității, controlează activitatea guvernului comunității și alege reprezentanții comunității în Senatul Belgiei.
Parlamentul este format din 25 de deputați aleși direct, prin sufragiu universal, o dată la 5 ani. Votul este vot proporțional. Parlamentul are și membri cu drept consultativ, care sunt membri germanofoni din:
- Parlamentul european;
- Parlamentul federal belgian;
- Parlamentul regiunii Valonia;
- consiliul provincial al Provinciei Liège.

### Guvernul comunității germanofone

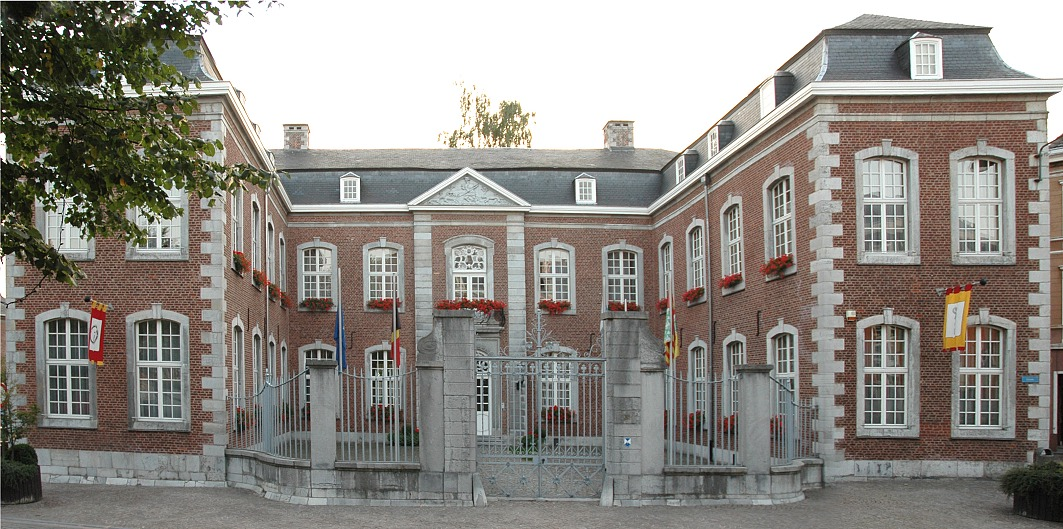
Sediul guvernului comunităţii germanofone

Guvernul comunității germanofone este format din 4 miniștri, din care unul este prim-ministru. Rolul guvernului este de a aplica, împreună cu administrația sa, decretele votate de către parlamentul comunității. Guvernul are drept de inițiativă legală și poate propune spre dezbatere parlamentului proiecte de decret. Este de asemenea responsabil din punct de vedere politic în fața acestuia.